# Hiptage cuspidata
Hiptage cuspidata är en tvåhjärtbladig växtart som beskrevs av Arenes. Hiptage cuspidata ingår i släktet Hiptage och familjen Malpighiaceae. Inga underarter finns listade i Catalogue of Life.